# ニンテンドーDSi時計
ニンテンドーDSi時計（ニンテンドーディーエスアイどけい）は、任天堂開発・発売のニンテンドーDSiウェアである。
3種類ラインナップされていたが、2025年1月現在DSiショップのサービス終了に伴い配信を終了している。

## 概要
時計は上画面に表示され、アナログ・12時間表記・24時間表記の3種類の表示方法から選択可能。スヌーズ機能対応のアラームを3つまでセット可能で、アラーム音は標準搭載3種類に加え『ニンテンドーDSiサウンド』で録音した音声も使用可能である。その他、時差の設定や指定時間後（5分・1時間）に自動的に画面表示を消す省エネモードの設定も可能。

## ラインナップ

### フォトスタンドタイプ
2009年1月28日発売。時計を表示しながら、『ニンテンドーDSiカメラ』で撮影した写真を指定時間ごとに切り替えて表示する。

### ファミコンマリオタイプ
2009年4月1日発売。『スーパーマリオブラザーズ』をモチーフにした時計ソフト。上画面にマリオとルイージがコース上でどんどん移動して進んでいき、自動で進んでいるマリオとルイージはAボタンでジャンプしてBボタンを押し続けるとダッシュする。コース上に散らばっているコインを集めていくといろんなことが起こる。コインを100枚集めるとマリオとルイージが交互に交代していく。1回の起動で1200枚獲得するとエンディング。コースは時間が経つたびに変化していく。

### どうぶつの森タイプ
2009年4月1日発売。『どうぶつの森シリーズ』をモチーフにした時計ソフト。